# Fred Upton

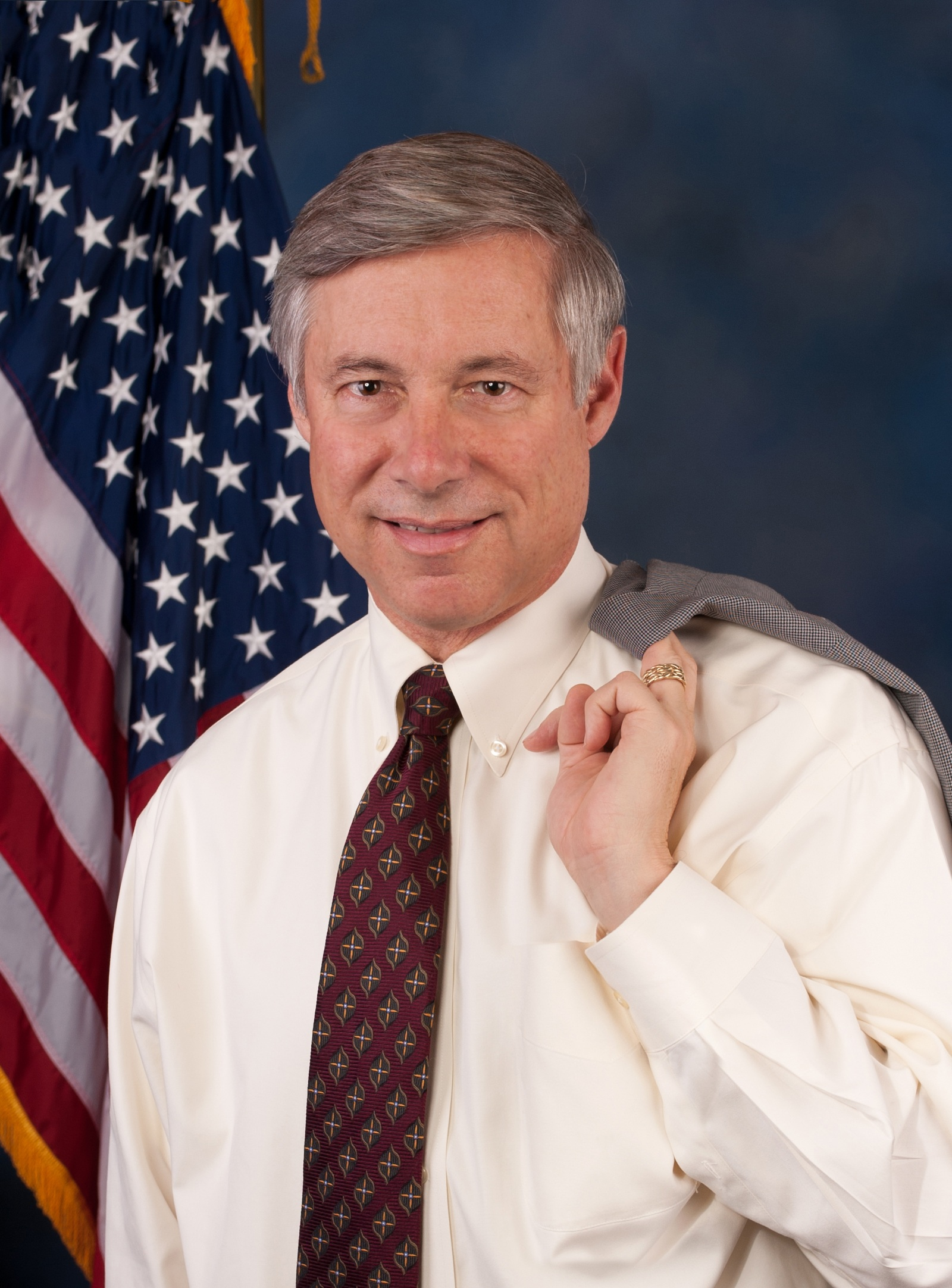
Fred Upton 2013.

Frederick Stephen "Fred" Upton, född 23 april 1953 i St. Joseph, Michigan, är en amerikansk republikansk politiker. Han var ledamot av USA:s representanthus från 1987 till 2023. Kongressledamoten Upton är den första och enda representanten i amerikansk historia som röstat för riksrätt av två amerikanska presidenter; han röstade för riksrätt av Bill Clinton 1998 och Donald Trump under hans andra riksrätt 2021.
Upton utexaminerades 1975 från University of Michigan. Han var medarbetare åt kongressledamoten David Stockman 1976–1980.
Upton besegrade sittande kongressledamoten Mark D. Siljander i republikanernas primärval inför kongressvalet 1986. Han vann sedan lätt i själva kongressvalet och har omvalts sjutton gånger. Upton sökte inte omval 2022 och gick i pension från kongressen när hans 18:e mandatperiod löpte ut 2023.
Upton är kongregationalist. Hans farfar Frederick Upton var med om att grunda företaget Whirlpool. 
Han och hans fru har två barn. Uptons brorsdotter är supermodellen Kate Upton.